# Carex paleacea
Carex paleacea là một loài thực vật có hoa trong họ Cói. Loài này được Schreb. ex Wahlenb. mô tả khoa học đầu tiên năm 1803.